# ده رمان و نویسندگان آن‌ها
ده رمان و نویسندگان آنها (انگلیسی: Ten Novels and Their Authors) اثری از  نقد ادبی توسط سامرست موآم در سال 1954 است. موام آنچه را که به نظر او ده رمان برتر جهان بوده است را گردآوری می کند و درباره کتاب ها و نویسندگان می نویسد. ده رمان عبارتند از:
1. تام جونز (رمان) اثر هنری فیلدینگ
2. غرور و تعصب اثر جین آستن
3. سرخ و سیاه اثر استاندال
4. بابا گوریو اثر انوره دو بالزاک
5. دیوید کاپرفیلد اثر چارلز دیکنز
6. مادام بوواری اثر گوستاو فلوبر
7. موبی دیک اثر هرمان ملویل
8. بلندی‌های بادگیر اثر امیلی برونته
9. برادران کارامازوف اثر فیودور داستایفسکی
10. جنگ و صلح اثر لئو تولستوی